# Blai Seselles
Blai Seselles va ser un cavaller i poeta del segle xv.
És autor de dues cançons de rima fàcil i enginyosa. La primera, Dona gentil e d'excel·lent natura, és una poesia amorosa en què el poeta dona consells morals a la dama a la qual s'adreça sota el senyal cims coronats.
A la segona composició, un Deseiximent e comiat d'amor, amb expressions pintoresques i inesperades el poeta celebra haver-se pogut alliberar de l'amor amb imatges que recorden les similituds marineres d'Ausiàs Marc.